# Фоли (Светвинченат)
Фоли (хрв. Foli, итал. Folli) је насељено место у општини Светвинченат, Истарска жупанија, Хрватска.

## Историја
До територијалне реорганизације у Хрватској били су у саставу старе општине Пула.

## Становништво
У попису становништва из 2011. године, Фоли су имали 55 становника.
| Број становника према пописима | Број становника према пописима | Број становника према пописима | Број становника према пописима | Број становника према пописима | Број становника према пописима | Број становника према пописима | Број становника према пописима | Број становника према пописима | Број становника према пописима | Број становника према пописима | Број становника према пописима | Број становника према пописима | Број становника према пописима | Број становника према пописима | Број становника према пописима |
| ------------------------------ | ------------------------------ | ------------------------------ | ------------------------------ | ------------------------------ | ------------------------------ | ------------------------------ | ------------------------------ | ------------------------------ | ------------------------------ | ------------------------------ | ------------------------------ | ------------------------------ | ------------------------------ | ------------------------------ | ------------------------------ |
| 1857                           | 1869                           | 1880                           | 1890                           | 1900                           | 1910                           | 1921                           | 1931                           | 1948                           | 1953                           | 1961                           | 1971                           | 1981                           | 1991                           | 2001                           | 2011                           |
| 0                              | 0                              | 74                             | 79                             | 88                             | 107                            | 0                              | 0                              | 122                            | 114                            | 107                            | 93                             | 77                             | 70                             | 54                             | 55                             |

Напомена: Године 1857, 1869, 1921. и 1931. подаци су садржани у насељу Бокордићи. Од 1880. до 1910. исказивано као део насеља.